# Список национальных парков Южного Судана

Карта Южного Судана

Национальные парки Южного Судана созданы для защиты и сохранения выдающихся пейзажей и дикой природы в естественном состоянии. На основе «Закона об охране природы Южного Судана» 2003 года были установлены следующие виды охраняемых природных систем — национальные парки и заповедники.

## Национальные парки

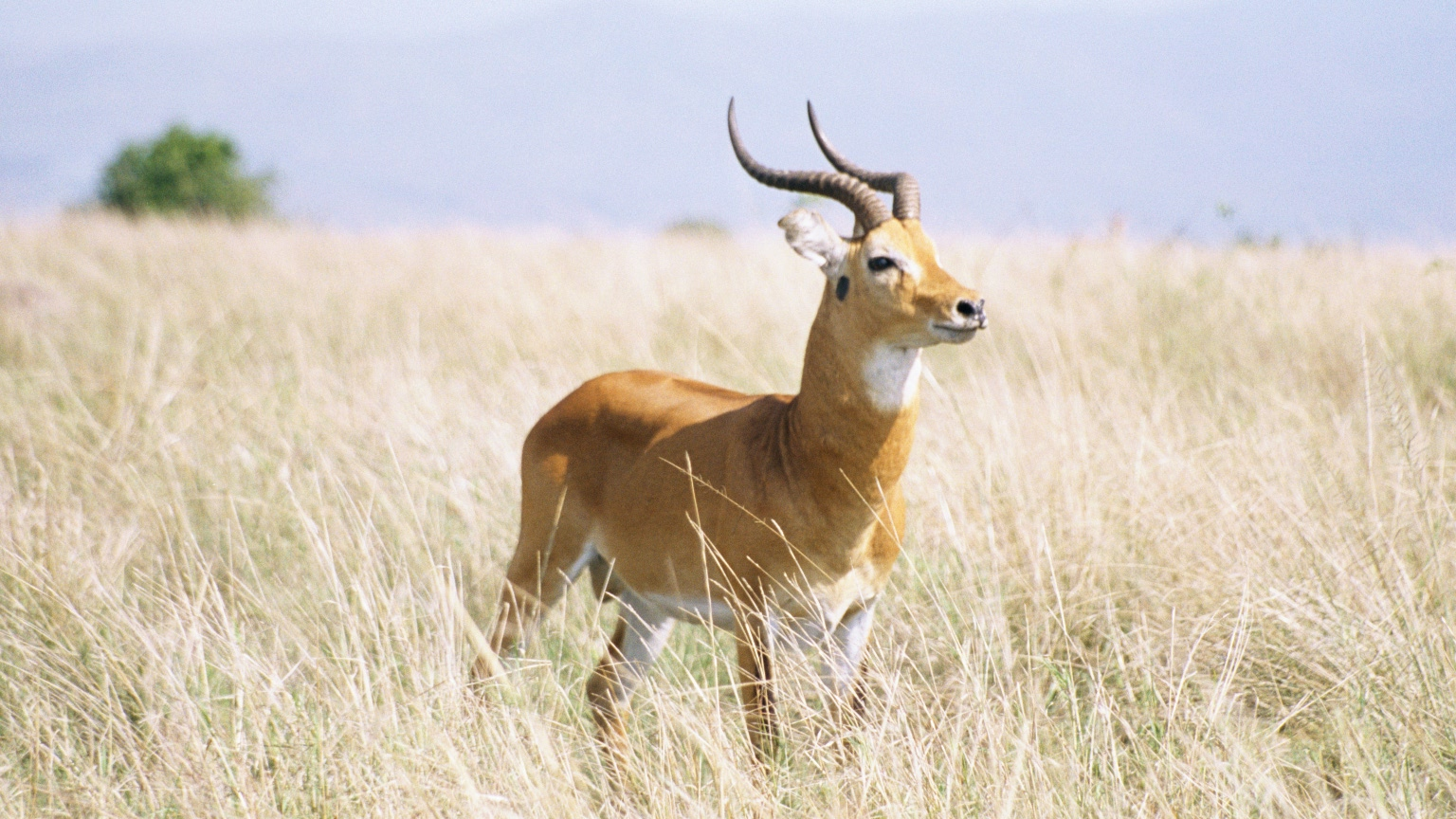
Антилопа

В Южном Судане есть шесть национальных парков:
- Национальный парк Бандингило
- Национальный парк Бома
- Национальный парк Лантонто
- Национальный парк Нимуле
- Национальный парк Шамбе
- Южный национальный парк

## Заповедники

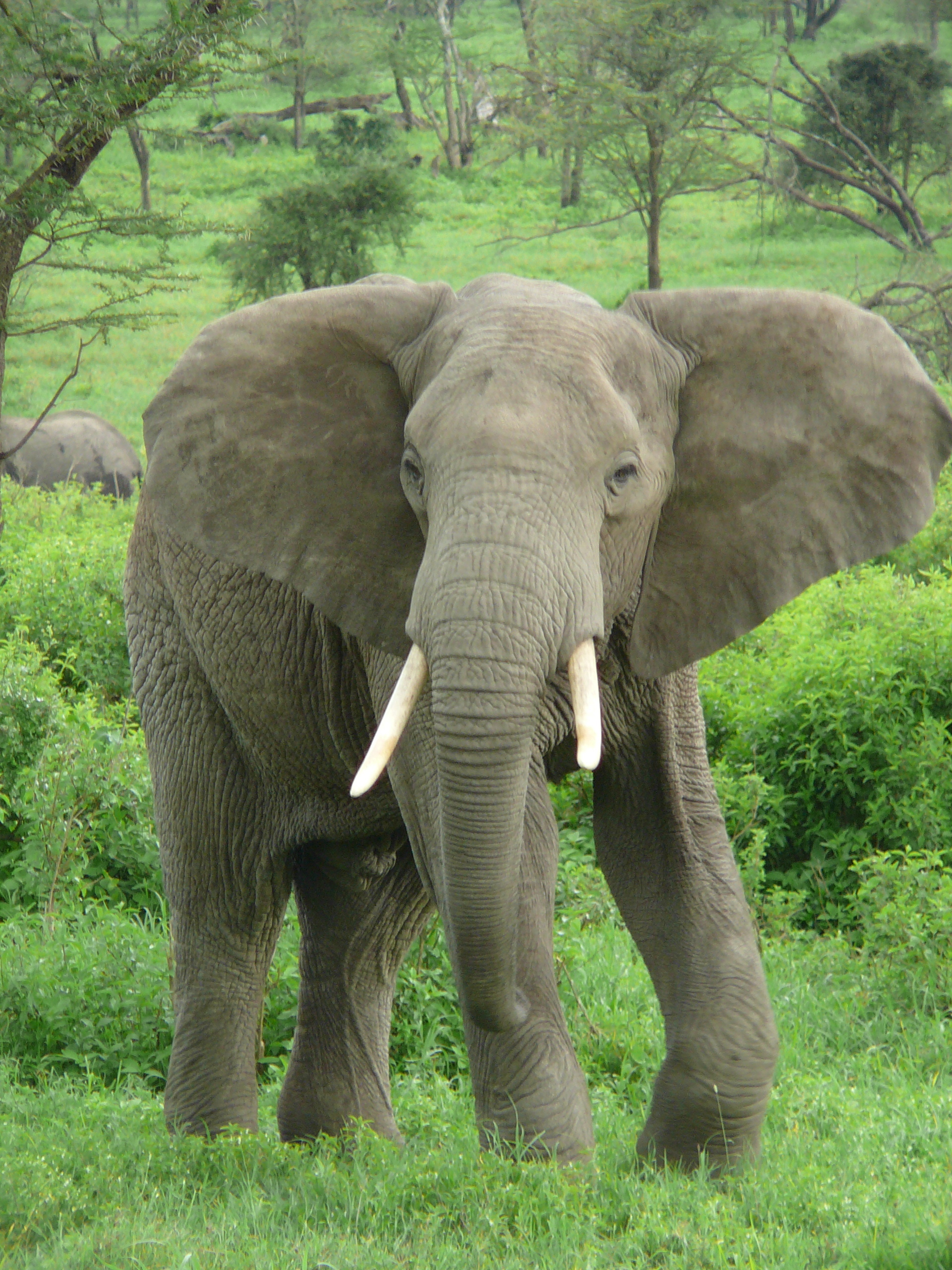
Слон

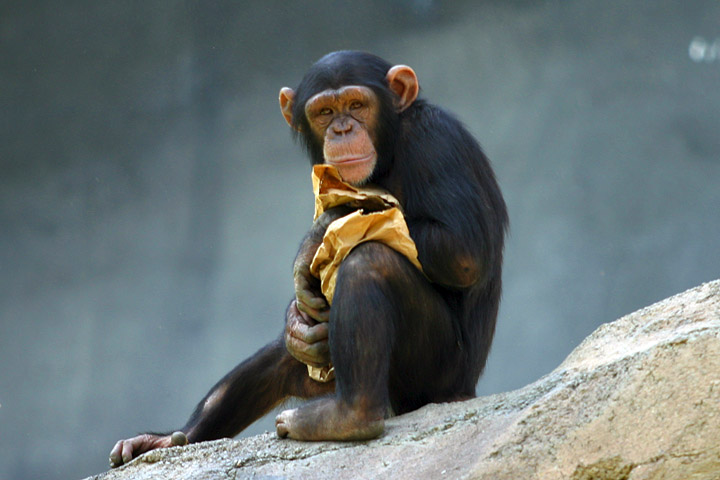
Шимпанзе

В Южном Судане есть 12 заповедников:
- Заповедник Ашана
- Заповедник Бангангадж
- Заповедник Бире Кпатус
- Заповедник Боро
- Заповедник Зефах
- Заповедник Кидепо
- Заповедник Мбаризунга
- Заповедник Мушра
- Заповедник Нуматина
- Заповедник Фаниканг
- Заповедник Челку
- Заповедник Джуба